# Золоевы
Золо́евы (осет. Золойтæ, тур. Aydoğan, Ayhan) — осетинская фамилия.

## Происхождение
Золоевы являются выходцами из селения Сахагката, которое расположено недалеко от сел. Верхний Мизур в Алагирском ущелье. Их предок Сикоев Сахаг (его именем назван аул) считался потомком Царазона. У него было четыре сына — Толпар, Магка, Царак и Золо, которые основали новые фамилии: Толпаровых, Магкаевых, Цараковых и Золоевых. Золой переселился в дигорское село Гулар, там он построил дом и женился. В 1886 году в Гуларе насчитывалось семь дворов Золоевых. Когда представилась возможность выселиться на равнину, многие из фамилии выселились в равнинные сёла — Дигора, Дур-Дур, Сурх-Дигора и Чикола.

## Генеалогия
Родственными фамилиями (осет. æрвадæлтæ) Золоевых являются Магкеевы, Толпаровы, Цараковы. Также Золоевы породнились с другими гуларскими родами — Етдзаевыми, Сабеевыми, Найфоновыми, Хаймановыми. Еще по одной версии Золоевы состоят в родстве с Татооновыми.
Генетическая генеалогия
Золоев ― J2-M67 > J2a1b (Z7671+, CTS3261-, DYS537=12, Cluster J, and DYS392=11, DYS385a=12)
6838, 11171 (YSEQ) — Zoloev — J2a1b (DYS392=11, DYS438=9)

## Известные носители
- Алик Михайлович Золоев (1948–2020) — член Союза журналистов РФ, кандидат философских наук, был главным редактором газеты «Стыр Ныхас».
- Ким Карпович Золоев (1929–2014) — советский и российский учёный горный инженер-геолог, член-корреспондент Российской академии наук.
- Таймураз Александрович Золоев (1931–2019) — советский режиссёр, сценарист, актёр кино, заслуженный деятель искусств.
- Татаркан Магометович Золоев (1905–1985) — геолог-нефтяник, кандидат геолого-минералогических наук, заслуженный деятель науки и техники РСФСР.

Спорт
- Арсен Романович Золоев (1980) — чемпион мира по армспорту (2003).
- Казбек Дзастемурович Золоев (р. 1963) — заслуженный мастер спорта России по армрестлингу, многократный чемпион мира, заслуженный тренер России.
- Маирбек Дзастемурович Золоев (р. 1962) — ЗМС по армспорту, двукратный чемпион мира (1994, 1995), чемпион России (1993, 1996, 1997, 1998).
- Хаджимурат Маирбекович Золоев (р. 1984) — самый титулованный армрестлер России. Заслуженный мастер спорта, 14-кратный чемпион мира.